# Tomb of the Mutilated
Tomb of the Mutilated är Cannibal Corpse tredje studioalbum, utgivet den 22 september 1992 av Metal Blade Records. Albumet förbjöds i många länder, liksom bandets två första album. Albumets låtar handlar bland annat om sadism och extrem nekrofili. Låten "I Cum Blood" beskriver hur en man har sex med ett ruttnande kvinnolik och "Necropedophile" handlar om hur en man förgriper sig på döda barn.
Det finns även en japansk utgåva från 1995 som, utöver låtarna i den vanliga låtförteckningen, innehåller "The Exorcist" (Possessed-cover) och "Zero the Hero" (Black Sabbath-cover).

## Låtförteckning
| Nr           | Titel                                | Längd |
| ------------ | ------------------------------------ | ----- |
| 1.           | Hammer Smashed Face                  | 4:04  |
| 2.           | I Cum Blood                          | 3:41  |
| 3.           | Addicted to Vaginal Skin             | 3:31  |
| 4.           | Split Wide Open                      | 3:02  |
| 5.           | Necropedophile                       | 4:05  |
| 6.           | The Cryptic Stench                   | 3:57  |
| 7.           | Entrails Ripped from a Virgin's Cunt | 4:15  |
| 8.           | Post Mortal Ejaculation              | 3:37  |
| 9.           | Beyond the Cemetery                  | 4:53  |
| Total längd: | Total längd:                         | 35:11 |

Bonusspår (remastrad 2002-utgåva)
1. "I Cum Blood" (live) – 4:55

- Text: Chris Barnes
- Musik: Cannibal Corpse

## Medverkande
Musiker (Cannibal Corpse-medlemmar)
- Chris Barnes – sång
- Jack Owen – gitarr
- Bob Rusay – gitarr
- Alex Webster – basgitarr
- Paul Mazurkiewicz – trummor

Bidragande musiker
- George "Corpsegrinder" Fisher – sång (bonusspår)
- Pat O'Brien – sologitarr (bonusspår)

Produktion
- Scott Burns – producent, ljudtekniker, ljudmix
- Brian J Ames – omslagsdesign
- Tracy Vera – omslagskonst
- Vincent Locke – omslagskonst
- Jim Cookfair – foto